# Koninklijke Schouwburg
Koninklijke Schouwburg är en teater i Haag i Nederländerna. Teatern har också kallats för Nieuwe Haagse Stadsschouwburg (1804-1815) och Koninklijke Zuid-Hollandsche Tooneelisten (1815-1875). 

## Historik
Byggnaden uppfördes som ett kungligt palats 1766. Teatersällskap uppträdde ofta i Haag, men det fanns ingen permanent teaterbyggnad i staden förrän byggnaden invigdes som teater år 1804.

## Exter länkar
- Wikimedia Commons har media som rör Koninklijke Schouwburg.